# Hans Christoph Friedrich von Hacke
Hans Christoph Friedrich comte von Hacke (prononcé : Hake), (né le 21 octobre 1699 à Staßfurt et mort le 17 août 1754 à Berlin) est un général prussien et commandant de la ville de Berlin.

## Origine
Hacke est issu de la branche de Staßfurt de la famille noble brandebourgeoise von Hake (de). Son arrière-grand-père, Hans Christoph Hacke (mort en 1649), officier dans la guerre de Trente Ans, s'est installé à Staßfurt en 1634, a acheté des sources salées et acquis des biens immobiliers. En quelques années, il accède au poste de "seigneur héréditaire de Staßfurt", membre du conseil, trésorier de la ville et huissier de la ville. Son père, Hans Christoph von Hacke (1672-1713) est "seigneur de Staßfurt", et sa mère Marie Dorothea, née von Heysen, (morte en 1716 à Staßfurt) est également issue d'une famille noble de Staßfurt. Hans Christoph lui-même est aussi "seigneur de Stassfurt" et en 1737, sa maison natale est remplacée par un nouveau palais de la ville dans le style baroque hollandais tardif. Le bâtiment du 4 Steinstraße 4 est conservé et porte les armoiries de l'alliance Hacke-Creutz.

## Carrière militaire
Hans Christoph von Hacke est arrivé à la cour du roi soldat en 1715 à l'âge de 16 ans. Du haut de son 1,91 mètre, il s'engage dans le régiment du roi, les fameux "Langen Kerls". Le "long Hacke" se fait particulièrement remarquer par son attention "précise" et son obéissance aux ordres, ce qui doit lui valoir une grande carrière. Il devient enseigne à 18 ans, lieutenant à 20 ans, premier-lieutenant à 26 ans, capitaine d'état-major à 29 ans et maître-chasseur de la cour à 32 ans.
Ses services sont extrêmement appréciés par Frédéric-Guillaume Ier, raison pour laquelle celui-ci le fait peindre à l'huile en 1722, la main sur le sabre. À partir de 1740, il est adjudant-général royal et donc l'une des personnes les plus importantes dans l'entourage immédiat du roi et l'un des officiers les plus influents. La cour royale de Berlin, de Potsdam et de Wusterhausen dépend de lui. Il dispose en outre de pouvoirs étendus en matière de décisions concernant le personnel. Le 28 juillet 1740, Hacke est élevé au rang de comte héréditaire.
Après la mort de Frédéric-Guillaume Ier, il est entre aux côtés de Frédéric II en tant que commandant de la police militaire chargé de protéger le roi. Il y est également pendant les deux guerres de Silésie, lors de la prise de la forteresse de Prague et lors des campagnes du roi en Saxe et en Bohême. En 1742, Hacke devient chef du régiment à pied Glasenapp. En 1745, il est responsable de la défense du siège menaçant de Berlin par les Autrichiens et les Saxons.
En 1747, Hacke est promu lieutenant général et se voit confier la souveraineté sur les bâtiments royaux de Berlin. "En raison de sa bonne conduite dans l'action à Bernau", il reçoit le 27 mai 1748 la haute décoration de l'ordre de l'Aigle noir.
Le 10 novembre 1749, Hacke est nommé commandant de la ville de Berlin par Frédéric II. En plus de ses obligations déjà mentionnées, ses responsabilités incluent désormais les décisions concernant le personnel, l'ordre public, le commerce du bois et la censure de la presse.

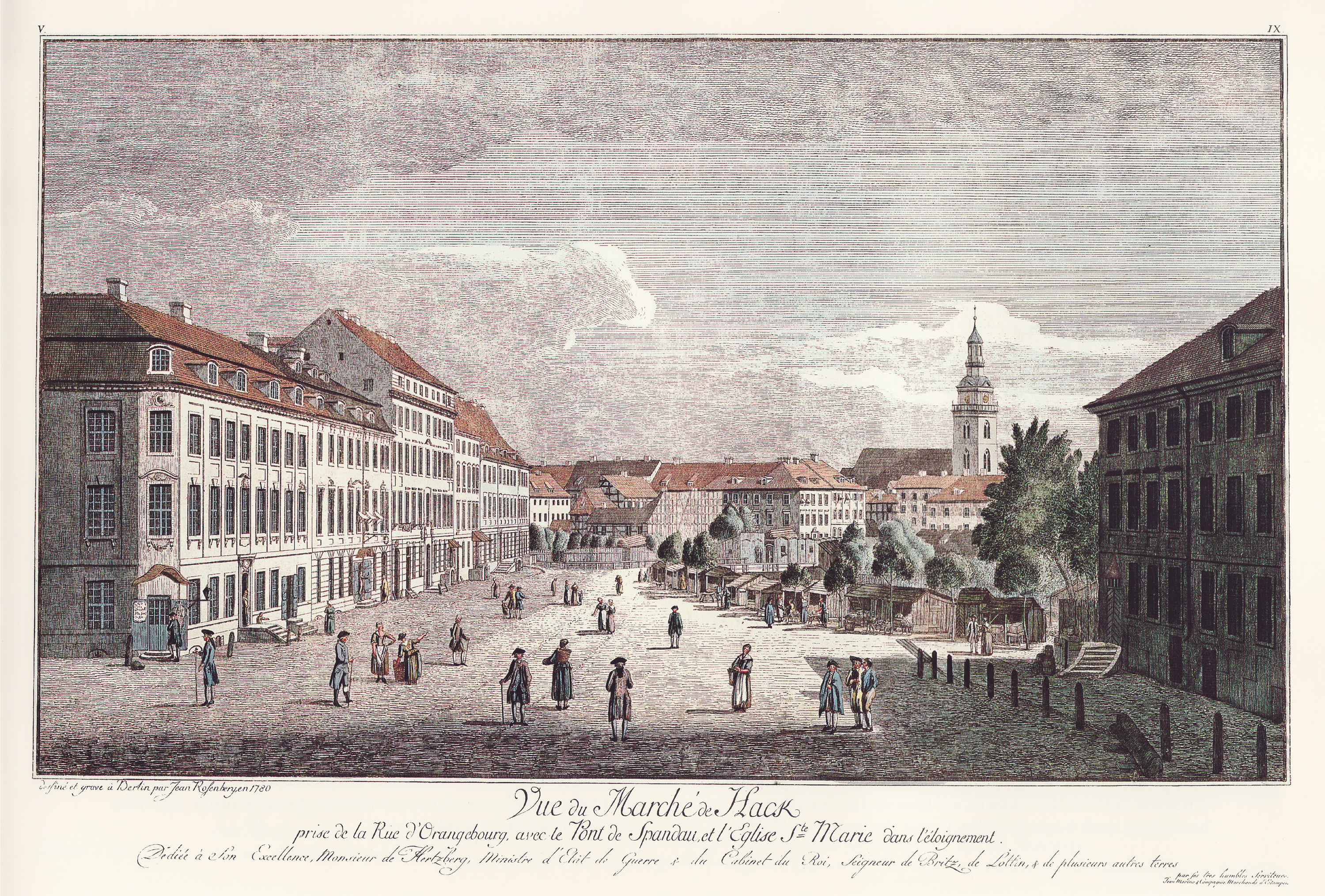
Hackescher Markt à Berlin (1780)

Pour l'expansion de Berlin, Frédéric II fait démolir en 1750 les fortifications et la porte de Spandau (de). Sous la direction de Hacke, de nouvelles maisons et rues sont construites sur la zone marécageuse qui s'y trouve, et une vaste place de marché voit le jour. En signe de satisfaction absolue et de reconnaissance des services rendus par Hacke, le roi ordonne que cette place soit désormais appelée Hackescher Markt. La construction de cette place aux portes de Berlin est également racontée comme une blague : Le comte Hacke est un chasseur passionné, et à ce titre il fait la connaissance d'un sanglier blessé. La lame de son couteau de chasse s'étant cassée, le chasseur ne peut pas abattre le sanglier. Alors que le sanglier fonce sur lui, Hacke s'assit à l'envers sur son dos et s'accroche à sa peau et à sa queue. Le sanglier et son cavalier s'enfoncent dans le sous-bois et ce n'est qu'aux alentours du marais devant la porte de Spandau que Hacke peut se détacher de l'animal. Il s'en est sorti sans blessure, mais le roi rit aux larmes de cette aventure de chasse. Il ordonne à son fidèle commandant de ville d'assécher l'endroit de son largage et d'y faire construire des maisons. C'est ainsi que le Hackesche Markt aurait pris le nom qu'on lui connaît.
Hacke est enterré dans la crypte de l'église de la garnison de Berlin, à proximité immédiate du Hackescher Markt. Les Hackesche Höfe, qui ouvrent leurs portes en 1906 et jouxtent le Hackescher Markt, portent également son nom.

## Famille
Son mariage avec Sophia Albertine von Creutz (1710-1757), fille et héritière du ministre d'État Ehrenreich Bogislaus von Creutz (de) (1670-1733). Le couple a les neuf enfants suivants :
- Wilhelm Leopold (1733-1738)
- Sophia Albertine Elisabeth Maria (née le 17 mai 1734 et morte le 16 décembre 1755) mariée avec le général Hans Christoph von Königsmark (de)
- Wilhelm Heinrich Ferdinand (né le 13 août 1735 et mort en 1738)
- Charlotte Katharina (née le 19 mars 1737 et morte en 1738)
- Christoph Friedrich (1738-1738)
- Friedrich Wilhelm (né le 13 juin 1740 et mort le 10 février 1789) marié avec Antoniette Charlotte von Lehwaldt (de) (née le 8 février 1748 et morte le 5 mai 1823)[7]
  - Bogislaw August Heinrich (1772–1848), sur château de Penkun (de), Battinsthal, etc.
  - Wilhelm Georg Werner (1785-1841), sur Altranft et Dahlwitz
  - Eduard Friedrich (1786-1874), sur Petershagen et Damitzow
- Elisabeth Sophie Ulrike (née le 20 octobre 1741 et morte le 4 janvier 1761) marié avec Georg von Eickstedt (né le 4 juin 1730 et mort le 25 novembre 1807)[8], président de district puis directeur général du paysage en Poméranie
- Johanna Albertine (1744-1804) mariée avec le général Friedrich Wilhelm von Seydlitz.
- Auguste Guillaume (1748-1749)